# Сомборски књижевни фестивал
Сомборски књижевни фестивал покренут је 2016. године у Сомбору и одвија се у организацији Градске библиотеке "Карло Бијелицки", уз подршку Скупштине општине Сомбор, Покрајинског секретаријата за културу, јавно информисање и односе с верским заједницама, Министарства културе и информисања Републике Србије, Културног центра "Лаза Костић" у Сомбору.

## О фестивалу
Фестивал је дводневна (2017. године, тродневна) манифестација током које се публици представљају савремени токови домаће књижевности, домети писане речи, њен однос према свету, стварности, друштву и окружењу. Намера Фестивала је представљање актуелне књижевне продукције.
У оквиру програма фестивала организује се Конкурс за другу књигу аутора млађих од 35 година који нуди решење за тзв. проблем "друге књиге" младих писаца. У разматрање за награду улазе рукописи без обзира на жанровску одређеност (проза, поезија, драма, есеј, критика, књижевност за децу, полижанровска дела). Један аутор може послати више од једног рукописа.

## Уредници фестивала
Уредници Сомборског књижевног фестивала:
- Тамара Бабић (Сомбор, 1990), завршила је основне и мастер студије на Одсеку за српски језик и књижевност Филозофског факултета у Новом Саду. Организатор је и директор Сомборског књижевног фестивала, те члан уредништва часописа Домети.
- Драган Бабић (Карловац, 1987), основне, мастер и докторске студије завршио је на Одсеку за англистику Филозофског факултета у Новом Саду. Бави се есејистиком и књижевном критиком, главни је уредник часописа Домети и програмски уредник Сомборског књижевног фестивала. Објавио је књиге прозе Твитер приче (2014) и Твитер приче 2.0 (2017), приредио књигу Проза о прози: фрагменти о краткој причи Давида Албахарија (2017) и антологију Сићушне приче: српска микро-прича (2021).

## Награде
Награда која се додељује у оквиру Фестивала за другу књигу аутора се састоји из уметничког експоната који симболизује другу књигу, дипломе и штампања награђеног рукописа у издању Градске библиотеке "Карло Бијелицки".

## Хронологија

### 1. Сомборски књижевни фестивал - 2016
Први Сомборски књижевни фестивал одржан је 13. и 14. маја 2016. године. Сомборски књижевни фестивал одржан је у Српској читаоници "Лаза Костић".
Фестивал је отворен 13. маја, говором Владимира Јерковића и Тамаре Крстић. Прве вечери, публика је имала прилику да упозна прозаисте Срђана Срдића, Угљешу Шајтинца и Ота Олтвањија, а рад аутора публици је приближио критичар Драган Бабић.
Друге вечери учествовали су песници Ана Ристовић, Ален Бешић и Јасмина Топић. Критичар Бранислав Живановић је публици приближио песнички језик аутора. 
Модератор обе вечери била је Тамара Крстић.
Друге фестивалске вечери жири је доделио награду за најбољу другу књигу Анђели Пендић, београдској песникињи, чији је рукопис Огањ изабран као најбољи.

### 2. Сомборски књижевни фестивал - 2017
Други Сомборски књижевни фестивал одржан је од 11. до 13. маја 2017. године. Фестивал је 2017. године замишљен као тродневна манифестација.
Сомборски књижевни фестивал одржан је у Српској читаоници "Лаза Костић" и у сали Дечјег одељења Градске библиотеке "Карло Бијелицки". 
Првог дана фестивала, 11. маја је одржана пројекција документарног филма филма о опусу једног од учесника 1. Сомборског књижевног фестивала, Шајтинац и три приче, и том приликом је учесник програма био један од аутора филма Бошко Милосављевић, редитељ.
Другог дана, 12. маја следило је свечано отварање Фестивала и додела награде за другу књигу аутора млађих од 35 година. Жири је изабрао песнички рукопис Богови отворених прозора јагодинског песника Александра Петровића за најбољу другу књигу.
Гости другог дана фестивала су били Марко Томаш, Звонко Карановић и Марјана Чакаревић. О ауторима је говорила Тамара Б. Крстић, а разговор је водио Бранислав Живановић.
Трећег дана фестивала, 13. маја, гости су били Владимир Арсенијевића, Јелена Ленголд и Вуле Журић. О ауторима је говорио Драган Бабић, а разговор је водила Тамара Б. Крстић.

### 3. Сомборски књижевни фестивал - 2018
Трећи Сомборски књижевни фестивал одржан је 11. и 12. маја 2018. године. Сомборски књижевни фестивал одржан је у Галерији Културног центра "Лаза Костић".
Првог дана фестивала, 11. маја по програму следило је свечано отварање Фестивала. Гости првог дана фестивала су били Дарко Тушевљаковић, Драган Великић и Слободан Тишма. О ауторима је говорио Драган Бабић, а разговор је водила Тамара Бабић.
Другог дана Фестивала, 12. маја додељена је награда на Конкурсу за другу књигу аутора млађих од 35 година Катарини Митровић за књигу Док чекам да прође.
Гости другог дана фестивала су били Петар Матовић, Саша Радојчић и Никола Вујчић. О ауторима је говорио Бранислав Живановић, а разговор је водила Тамара Бабић.

### 4. Сомборски књижевни фестивал - 2019
Четврти Сомборски књижевни фестивал је одржан 10. и 11. маја 2019. године. Сомборски књижевни фестивал одржан је у Галерији Културног центра "Лаза Костић".
Првог дана Фестивала, 10. маја по програму следило је свечано отварање Фестивала. Гости првог дана фестивала су били Бојана Стојановић Пантовић, Марко Погачар и Драган Бошковић. О ауторима је говорио Бранислав Живановић, а разговор је водила Тамара Бабић.
Другог дана Фестивала, 11. маја додељена је награда на Конкурсу за другу књигу аутора млађих од 35 година Милошу Петрику за књигу Млад си да се прославиш. 
Гости другог дана фестивала су били Михајло Пантић, Владислав Бајац и Љубица Арсић. О ауторима је говорио Драган Бабић, а разговор је водила Тамара Бабић.

### 5. Сомборски књижевни фестивал - 2020
Пети Сомборски књижевни фестивал одржан је 11. и 12. септембра 2020. године. Сомборски књижевни фестивал је одржан у дворишту Дечјег одељења Градске библиотеке.
Првог дана Фестивала, 11. септембра, по програму следило је свечано отварање Фестивала и том приликом су се публици обратили Наташа Туркић, директорка Библиотеке, и уредништво Фестивала, Тамара и Драган Бабић.
Гости првог дана фестивала били су песници Гојко Божовић и Ђођре Деспић, о њиховом стваралаштву говорио је Бранислав Живановић. Разговор је водила Тамара Бабић.
Другог дана Фестивала, 11. септембра додељена је награда на Конкурсу за другу књигу аутора млађих од 35 година Даници М. Савић за збирку песама Eta Carinae. Жири је пре доношења коначне одлуке, издвојио три рукописа: Eta Carinae Данице М. Савић, Седам сломљених прича Страхиње Млађеновића, и Чопор степских вукова: есеји о књижевним и културолошким супротностима Душана Милијића. 
Гости другог дана фестивала били су књижевници Мирјана Ђурђевић и Горан Скробоња. О њиховом стваралаштву говорио је Драган Бабић, а разговор са њима водила је Тамара Бабић.

### 6. Сомборски књижевни фестивал - 2021
Шети Сомборски књижевни фестивал одржан je 21. и 22. маја 2021. године на Дечјем одељењу Градске библиотеке "Kарло Бијелицки", уз поштовање препоручених мера заштите и обавезно држање физичке дистанце свих присутних.
Уз примарни аспект Фестивала, шести пут одржан је и конкурс за другу књигу аутора млађих од 35 година који нуди решење за тзв. проблем друге књиге младих писаца. На конкурс је пристигло двадесет рукописа, а жири у саставу Тамара Бабић, Бранислав Живановић и Драган Бабић издвојио је рукопис збирке прича Сломљени триптих Страхиње Млађеновића.
Првог дана фестивала, 21. маја по програму следило је свечано отварање Фестивала и том приликом су се публици обратили Наташа Туркић, директорка Библиотеке и уредник фестивала, Драган Бабић. Следила је затим додела награде на Kонкурсу за другу књигу аутора млађих од 35 година Страхињи Млађеновићу.
Даље по програму публици су се обратили гости фестивала Душан Вејновић и Бојан Kривокапић, а разговор са њима је водио Драган Бабић.
Другог дана Фестивала, 22. маја публици су се представили аутори Данило Лучић и Бојан Васић, а разговор са њима је водила Тамара Бабић.

### 7. Сомборски књижевни фестивал - 2022
Седми Сомборски књижевни фестивал одржан je 13. и 14. маја 2022. године на Дечјем одељењу Градске библиотеке "Kарло Бијелицки". 
Одржан је седми пут и конкурс за другу књигу аутора млађих од 35 година који нуди решење за тзв. проблем друге књиге младих писаца. На конкурс је пристигло двадесет и два рукописа, а жири у саставу Тамара Бабић, Бранислав Живановић и Драган Бабић издвојио је рукопис збирке прича Осма Александар Танурџић.
Првог дана фестивала, 13. маја по програму следило је свечано отварање Фестивала и том приликом су се публици обратили Наташа Туркић, директорка Библиотеке и директор фестивала, Тамара Бабић. Следила је затим додела награде на Kонкурсу за другу књигу аутора млађих од 35 година Александару Танурџићу. Даље по програму публици су се обратили гости фестивала Радивој Шајтинац и Владимир Копицл, а разговор са њима је водио Драган Бабић.
Другог дана Фестивала, 14. маја публици су се представили аутори Соња Веселиновић и Дејан Алексић, а разговор са њима је водила Тамара Бабић.

### 8. Сомборски књижевни фестивал - 2023
Осми Сомборски књижевни фестивал одржан је 12. и 13. маја 2023. године у Легату Мирослава Јосића Вишњића, Градска библиотека "Карло Бијелицки", на адреси Краља Петра I 11.
Одржан је осми пут и конкурс за другу књигу аутора млађих од 35 година који нуди решење за "проблем друге књиге" младих писаца. Овогодишњи добитник је Тијана Саватић за рукопис збирке песама Баштенски кревети.
Првог дана фестивала, 12. маја по програму следило је свечано отварање Фестивала и том приликом се публици обратила Наташа Туркић, директорка Библиотеке и Драган Бабић. Следила је потом додела награде на Kонкурсу за другу књигу аутора млађих од 35 година Тијана Саватић. Даље по програму следио је рaзгoвoр и читaњe: Oгњeнкa Лaкићeвић и Бojaн Бaбић (рaзгoвoр вoдио Дрaгaн Бaбић).
Другог дана Фестивала, 13. маја публици су се представили аутори Aнa Maриja Грбић и Дejaн Aлeксић, а рaзгoвoр је вoдила Taмaрa Бaбић.

### 9. Сомборски књижевни фестивал - 2024
Дeвeти Сoмбoрски књижeвни фeстивaл oдржaн je 10. и 11. мaja 2024. године у oргaнизaциjи Грaдскe библиoтeкe „Кaрлo Биjeлицки“ и Удружeњa грaђaнa Сoмбoрски књижeвни фeстивaл, a уз пoдршку Грaдa Сoмбoрa.
Одржан је девети пут и конкурс за другу књигу аутора млађих од 35 година који нуди решење за "проблем друге књиге" младих писаца и нaгрaђeнa je збиркa пeсaмa Срцe-цвeклa Maje Стojaнaц.
У пeтaк, 10. мaja, након свечаног отварања Фестивала и доделе награде, уследио је разговор и читање: Филип Груjић и Mилaн Tрипкoвић (рaзгoвoр вoдио Дрaгaн Бaбић).
Другог дана Фестивала, 11. маја са гостима Дрaгaном Mлaдeнoвић и Љубoмиром Кoрaћeвићем о њиховом стваралаштву говорила је Тамара Бабић. 

## Награђени аутори
1. Анђела Пендић,
2. Александар Петровић,
3. Катарина Митровић,
4. Милош Петрик,
5. Даница М. Савић,
6. Страхиња Млађеновић,
7. Александар Танурџић, и
8. Tиjaна Сaвaтић
9. Маја Стојанац

## Објављене књиге награђених аутора
- Огањ :  Анђела Пендић; Библиотека Сомборски књижевни фестивал, књ. 1; Сомбор: Градска библиотека "Карло Бијелицки", 2016

- Богови отворених прозора: Александар Петровић; Библиотека Сомборски књижевни фестивал, књ. 2; Сомбор: Градска библиотека "Карло Бијелицки", 2017

- Док чекам да прође: Катарина Митровић; Библиотека Сомборски књижевни фестивал, књ. 3; Сомбор: Градска библиотека "Карло Бијелицки", 2018

- Млад си да се прославиш: Милош Петрик; Библиотека Сомборски књижевни фестивал, књ. 4; Сомбор: Градска библиотека "Карло Бијелицки", 2019

- Eta carinae: Даница М. Савић; Библиотека Сомборски књижевни фестивал, књ. 5; Сомбор: Градска библиотека "Карло Бијелицки", 2020

- Сломљени триптих: Страхиња Млађеновић; Библиотека Сомборски књижевни фестивал, књ. 6; Сомбор: Градска библиотека "Карло Бијелицки", 2021

- Осма: Александар Танурџић; Библиотека Сомборски књижевни фестивал, књ. 7; Сомбор: Градска библиотека "Карло Бијелицки", 2022

- Баштенски кревети: Тијана Саватић; Библиотека Сомборски књижевни фестивал, књ. 8; Сомбор: Градска библиотека "Карло Бијелицки", 2023
- Срце-цвекла: Маја Стојанац: Библиотека Сомборски књижевни фестивал, књ. 9; Сомбор: Градска библиотека "Карло Бијелицки", 2024